# Parafia św. Bartłomieja i Anny w Wabczu
Parafia Świętych Bartłomieja i Anny w Wabczu – parafia rzymskokatolicka z siedzibą w Wabczu, w dekanacie Chełmno w diecezji toruńskiej. Parafia powstała w XIII wieku.

## Zasięg parafii
Do parafii należą wierni z miejscowości: Kamlarki, Kobyły, Linowiec, Łyniec, Obory, Paparzyn, Piątkowo, Rybieniec, Stolno, Tytlewo, Nowawieś Chełmińska, Wabcz, Wabcz-Kolonia, Wierzbowo.
Przy parafii działa: Akcja Katolicka, Stowarzyszenie Rodzin Katolickich, Żywy Różaniec, Dzieci Maryi i Koło Radia Maryja.